# Wilhelm d'Aubigné
Wilhelm d'Aubigné, född 30 januari 1831 i Helsingborg, död 7 januari 1883 i Stockholm, var en svensk dispaschör.
Wilhelm d'Aubigné, som var son till grosshandlaren Christoffer d'Aubigné och Carolina Gustava von Bergen, kom 1843 till Stockholm, där han studerade vid Klara lärdomsskola och sedermera gymnasium. Redan innan fyllda 18 år anställdes han som konsulatssekreterare hos Gustaf Sterky den äldre i Sankt Petersburg, där han stannade i flera år och varunder han förvärvade mycket goda kunskaper i moderna språk. Återkommen till Stockholm förestod han en befattning som notarius publicus och var innehavare av en dylik befattning 1857–1876. Han blev dispaschör i Stockholm 1867 efter J.A. Nordwall och verkade i denna befattning till december 1882, då han drabbades av en maginflammation, som kort därefter ändade hans liv.